# Leucastea lugens
Leucastea lugens is een keversoort uit de familie halstandhaantjes (Megalopodidae). De wetenschappelijke naam van de soort werd in 1855 gepubliceerd door Stål.